# Dirk Stahmann
Dirk Stahmann (ur. 23 marca 1958 w Magdeburgu) – niemiecki piłkarz występujący na pozycji obrońcy.

## Kariera klubowa
Stahmann zawodową karierę rozpoczynał w 1977 roku w klubie 1. FC Magdeburg. W sezonie 1977/1978 zadebiutował w DDR-Oberlidze. W 1978 roku zdobył z klubem Puchar NRD, po pokonaniu w jego finale 1:0 Dynama Drezno. W 1979 roku ponownie zdobył z klubem Puchar NRD, tym razem po zwycięstwie w finale 1:0 z Dynamem Berlin. Po raz kolejny w Pucharze NRD Stahmann wygrał z zespołem w 1983 roku. W finale Magdeburg pokonał tam 4:0 FC Karl-Marx-Stadt. Od 1991 roku startował z klubem w rozgrywkach NOFV-Oberligi zjednoczonych Niemiec. W Magdeburgu Stahmann grał do 1994 roku. W sumie zagrał tam w 328 ligowych meczach i zdobył w nich 47 bramek.

## Kariera reprezentacyjna
W reprezentacji NRD Stahmann zadebiutował 2 marca 1982 w bezbramkowo zremisowanym towarzyskim meczu z Irakiem. 10 października 1984 w wygranym 5:2 towarzyskim spotkaniu z Algierią strzelił pierwszego gola w drużynie narodowej. Po raz ostatni w kadrze zagrał 15 listopada 1989 w przegranym 0:3 meczu eliminacji Mistrzostw Świata 1990 z Austrią. W latach 1982–1989 w drużynie narodowej rozegrał w sumie 46 spotkań i zdobył 2 bramki.